# Nibok
Nibok – osada oraz jeden z dystryktów Nauru, położony w zachodniej części wyspy. Populacja dystryktu wynosi 479 mieszkańców, zaś powierzchnia to 1,36 km².
W Nibok znajduje się kopalnia odkrywkowa fosforytów.